# GP Mazda Schelkens 2024
De derde editie van de wielerwedstrijd GP Mazda Schelkens vond plaats op 20 mei 2024. De wedstrijd startte en finishte in Borsbeek en was 128,7 kilometer lang. De wedstrijd had de categorie 1.1. De Italiaanse Martina Fidanza won in de sprint, voor Daria Pikulik en Sara Fiorin.

## Uitslag
| Plaats  | Naam                    | Ploeg                  | Tijd     |
| ------- | ----------------------- | ---------------------- | -------- |
| Winnaar | Martina Fidanza         | CERATIZIT-WNT          | 2u59'48" |
| 2       | Daria Pikulik           | Human Powered Health   | z.t.     |
| 3       | Sara Fiorin             | UAE Dev.               | z.t.     |
| 4       | Jesse Vandenbulcke      | De Ceuster-Bonache     | z.t.     |
| 5       | Marthe Truyen           | Fenix-Deceuninck       | z.t.     |
| 6       | Scarlett Souren         | VolkerWessels          | z.t.     |
| 7       | Katrijn De Clercq       | Lotto Dstny            | z.t.     |
| 8       | Camilla Rånes Bye       | Coop-Repsol            | z.t.     |
| 9       | Lara Gillespie          | UAE Dev.               | z.t.     |
| 10      | Kathrin Schweinberger   | CERATIZIT-WNT          | z.t.     |
| 11      | Marjolein van 't Geloof | Hess                   | z.t.     |
| 12      | Femke Van Goethem       | Proximus-Cyclis        | z.t.     |
| 13      | Minke Bakker            | Belco/Van Eyck         | z.t.     |
| 14      | Noä Jansen              | Liv AlUla Jayco Conti. | z.t.     |
| 15      | Anna van Wersch         | Lotto Dstny            | z.t.     |
| 16      | Danique Braam           | Chevalmeire            | z.t.     |
| 17      | Mieke Docx              | Lotto Dstny            | z.t.     |
| 18      | Nikola Bajgerová        | MAT ATOM Deweloper     | z.t.     |
| 19      | Federica Venturelli     | UAE Dev.               | z.t.     |
| 20      | Kelly Druyts            | Chevalmeire            | z.t.     |

2022 · 2023 · 2024 · 2025